# Miglio italiano
Per miglio italiano (anche detto miglio comune d'Italia o miglio geografico) si intende un'unità di misura della lunghezza usata negli antichi stati italiani prima dell'introduzione del sistema metrico decimale.
Corrispondeva alla sessantesima parte del grado medio del meridiano terrestre e, rapportato al Sistema Internazionale, a metri 1.851,851852 (un chilometro corrisponde a 0,54 miglia italiane).